# Tarsius dentatus
Tarsius dentatus és una espècie de primat nocturn endèmic del centre de Sulawesi, a Indonèsia. Té una llargada corporal d'entre 11,5 i 12 cm i una cua de 22 cm. Viu a les selves pluvials. Antigament se'l coneixia amb el nom de T. dianae, però s'ha demostrat que aquest nom és un sinònim més modern.